# Ricardo Jorge Novo Nunes
Ricardo Jorge Novo Nunes (Póvoa do Varzim, 6 luglio 1982) è un ex calciatore portoghese, di ruolo portiere.

## Biografia
Anche suo padre Dias Graça e suo cugino Luís Carlos Novo Neto sono o sono stati calciatori.

## Carriera
Dal 2007 milita nell'Académica per poi passare in prestito per una sola stagione all'União Leiria e ritornare al club di Coimbra.

## Palmarès

### Competizioni nazionali
- Coppa del Portogallo: 1

Académica: 2011-2012